# Herkules – Rächer von Rom
Herkules – Rächer von Rom (Originaltitel: Ercole contro Roma) ist ein mythologischer Film, der zum Ende der Blütezeit des Genres 1964 in Italien entstand. Am 16. Juli 1965 war der Kinostart in Deutschland. In der DDR hieß der Film Herkules gegen Rom.

## Handlung
Helena und ihr Vater besuchen einen Viehmarkt, als dieser überfallen wird. Darius, ein Freund von Herkules, beschäftigt die Angreifer; Helena holt Herkules zu Hilfe, der das Problem mit Körperkraft löst. Ein Händler erzählt ihm Übles über seine, Herkules’, Geburtsstadt Ravenna: Dort bedroht Usurpator Philippus den Statthalter Gordianus, damit sein Sohn Rhetius dessen Tochter Urpia heiraten kann.
Auf dem Wege in seine Heimatstadt trifft Herkules auf einen Boten des Verlobten von Urpia, des Feldherrn Quintus Trajanus und rettet ihn vor den ihm nachstellenden Häschern des Philippus. Durch einen Geheimgang gelangt Herkules zu seiner Schwester Arminia, die als Zofe bei Urpia arbeitet. In der Nacht wird Gordianus ermordet; Herkules kann mit Urpia – die über den Schrecknissen ihr Gedächtnis verloren hat – und Arminia fliehen. Im Versteck, der Taverne von Licilius, werden sie aufgespürt, erneut gelingt jedoch die Flucht.
Derweil ist Philippus zum Statthalter von Ravenna ausgerufen worden; Berater Argesus weist ihn darauf hin, dass eigentlich Urpia die rechtmäßige Nachfolgerin sei. Trajanus, mittlerweile eingetroffen, glaubt nicht, als ihm von den Intrigen berichtet wird, und reitet weiter nach Pannonien, wo er Gouverneur werden soll. Er wird von den Straßenräubern um Rhodius überfallen und von Herkules gefunden. Philippus hat sich durch einen Seher über den Aufenthaltsort unterrichten lassen und sendet Mansurius, den Mörder von Gordianus, mit Soldaten dorthin, um ganz Pannonien auszuplündern.
Darius wird verletzt, als er auf die Truppen trifft, woraufhin Helena blind vor Angst um den Geliebten sich Rhodius anvertraut, der jedoch mit Mansurius paktiert. Urpia wird entführt; Herkules tötet Rhodius, wird aber gefangen genommen. Der von Urpia gesundgepflegte Trajanus wendet sich nach Ravenna. Dort hat diese inzwischen der Hochzeit zugestimmt, um die Gefährten zu schützen; der im Gefängnis sitzende Herkules wird von Argesus auf den neuen Stand gebracht. Er bricht aus und entführt Urpia. Philippus' und Trajanus' Armeeteile geraten nun aneinander; der Usurpator wird besiegt und Trajanus kann nun Urpia heiraten.

## Kritik
„Die Handlung ist so primitiv wie die Spielkunst des bizepstragenden Athleten.“

Das Lexikon des internationalen Films schreibt: „Serienstück aus dem italienischen Antik-Kino“
Mymovies: „Die Regie ist anständig und konventionell, die Geschichte gekünstelt und langwierig, das Ganze bescheiden umgesetzt.“
Auch der Evangelische Filmbeobachter hält nicht viel von dem Streifen: „Historisierender Muskelprotz-Streifen, der eher harmlos und langweilig als spannend und gefährlich ist. Überflüssig.“

## Bemerkungen
In Frankreich wurde Herkules zu Samson (Samson contre tous).